# 比利时国铁96型电力动车组
比利时国铁96型电力动车组（法语：AM96，荷兰语：MS96）是比利时国家铁路所使用的一型动力分散式电力客运动车组，使用架空电缆供电，3节编组，是“橡胶头动车组”系列下的一个型号。该型动车组所在的“橡胶头动车组”系列的主要特点是两端车头处使用橡胶外框且两端驾驶台同时为可开启车门（此处车门亦十分宽敞），使得在重联运行时车内人员可在重联后的动车组的所有车厢间走动。该型动车组由庞巴迪运输研制，制造于1996年—1999年，共制造120列。服务于1997年至今。

## 供电制式
“比利时国铁96型电力动车组”使用架空电缆供电。其中50列同时兼容“直流 3000伏”和“交流 25千伏 50赫兹”两种电供电制式（编号号段为：441至490），另外70列仅兼容“直流 3000伏”一种供电制式（编号号段为：501至570）。

## 图片集

### 外部图片

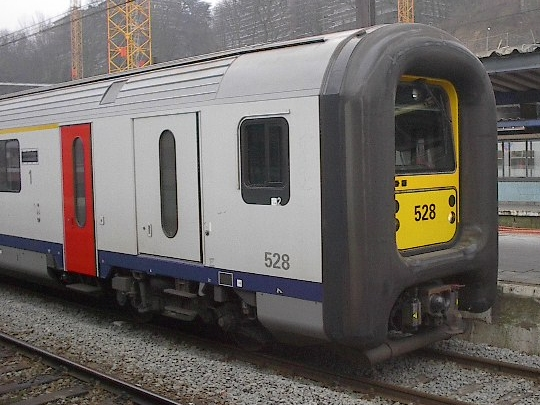
车头
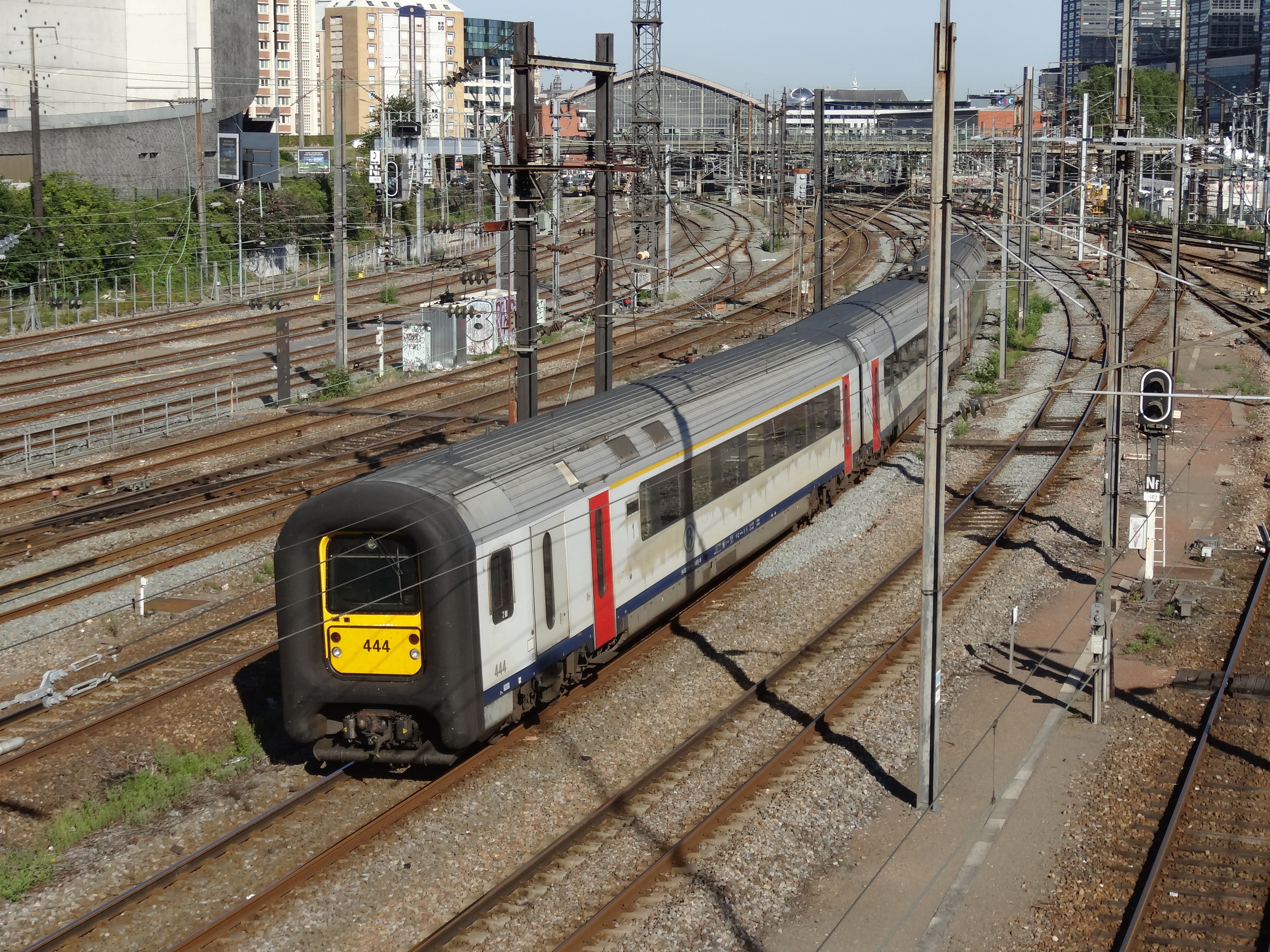
在里尔佛兰德站附近
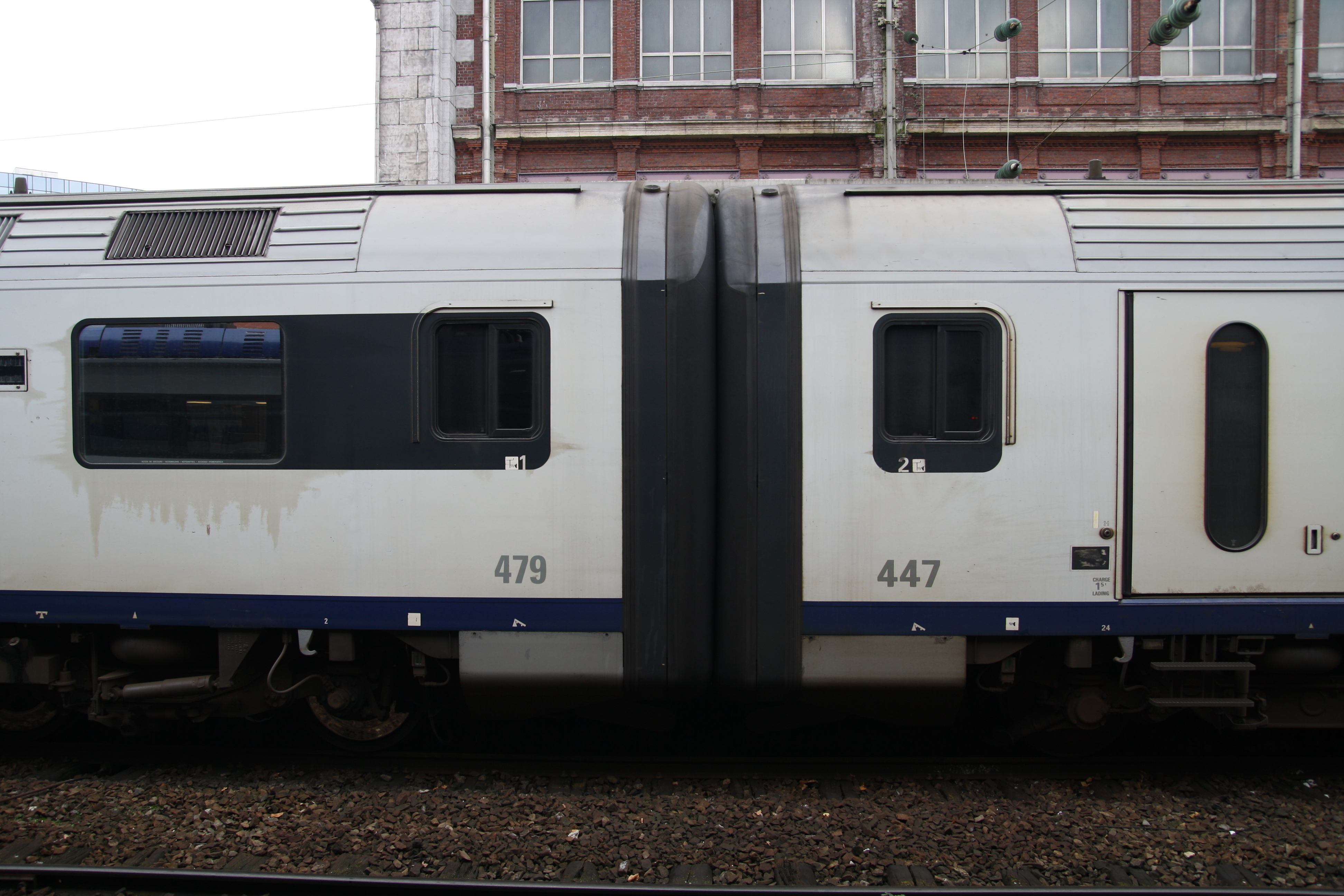
重联时的两动车组衔接处，拍摄于里尔佛兰德站
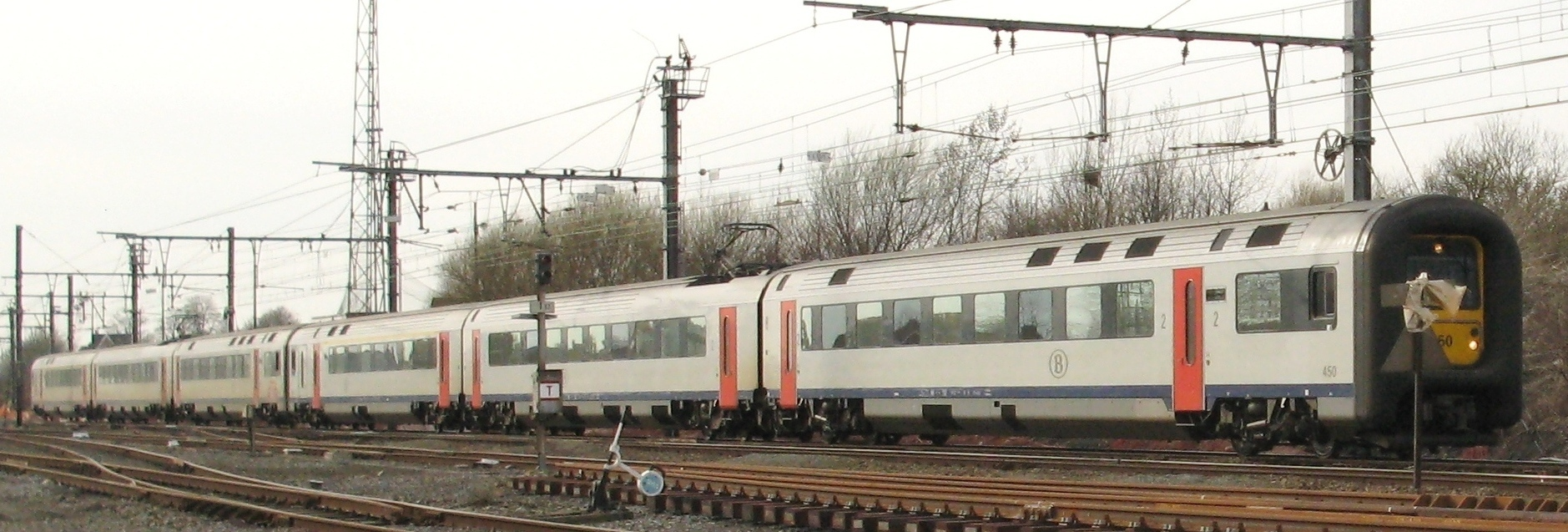
编号分别为449和450的两列该型动车组重联使用

### 内部图片

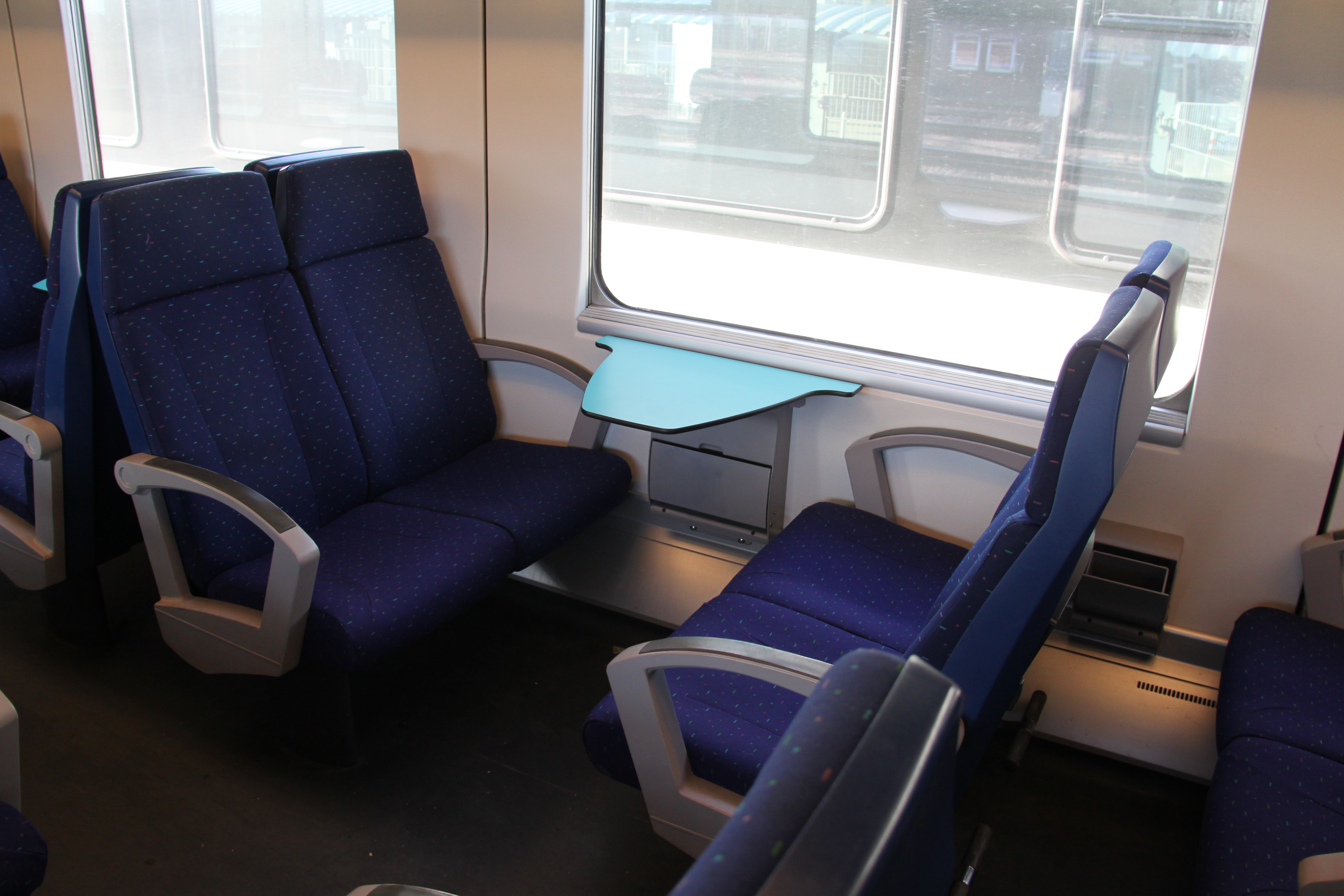
二等座车内部
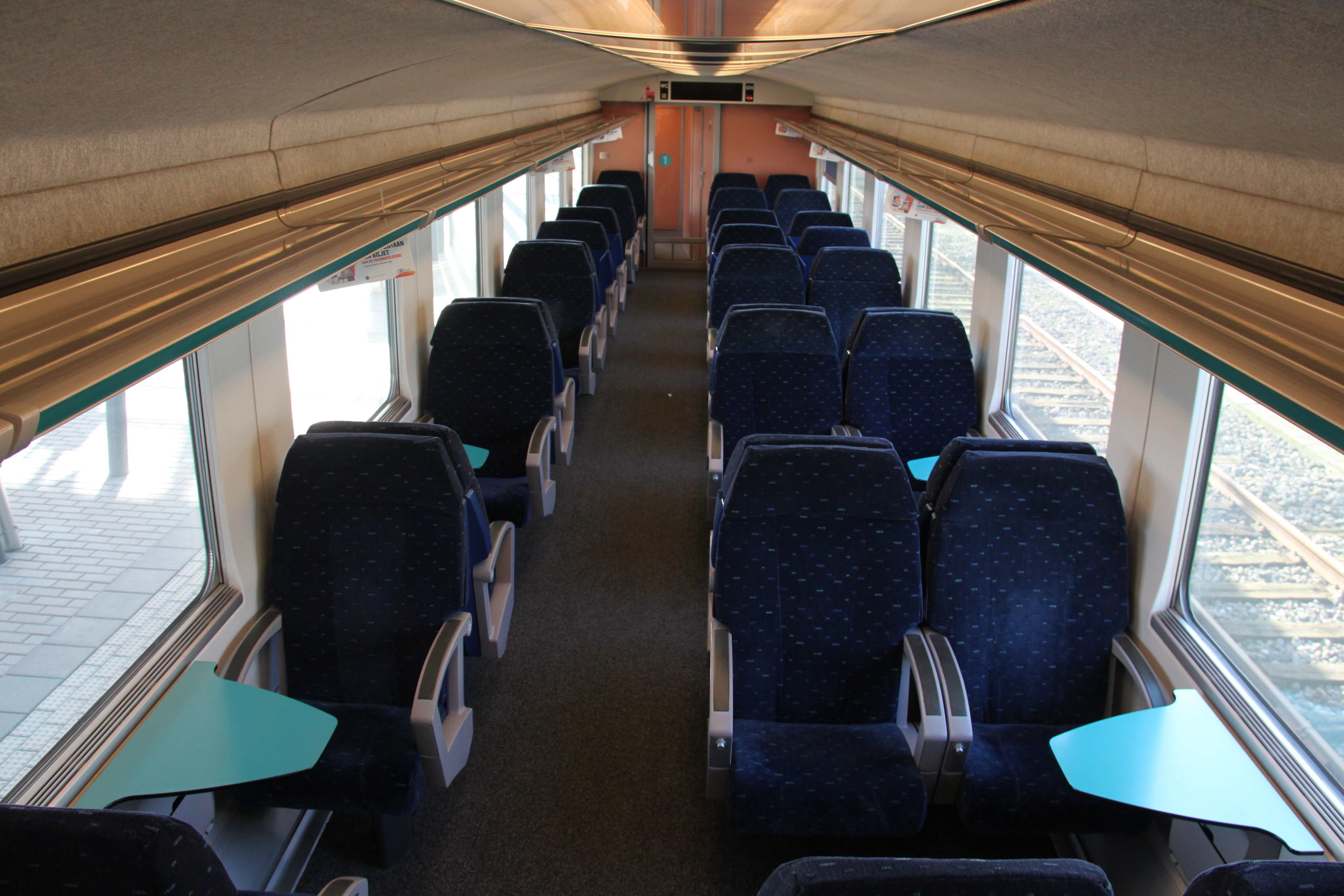
一等座车内部
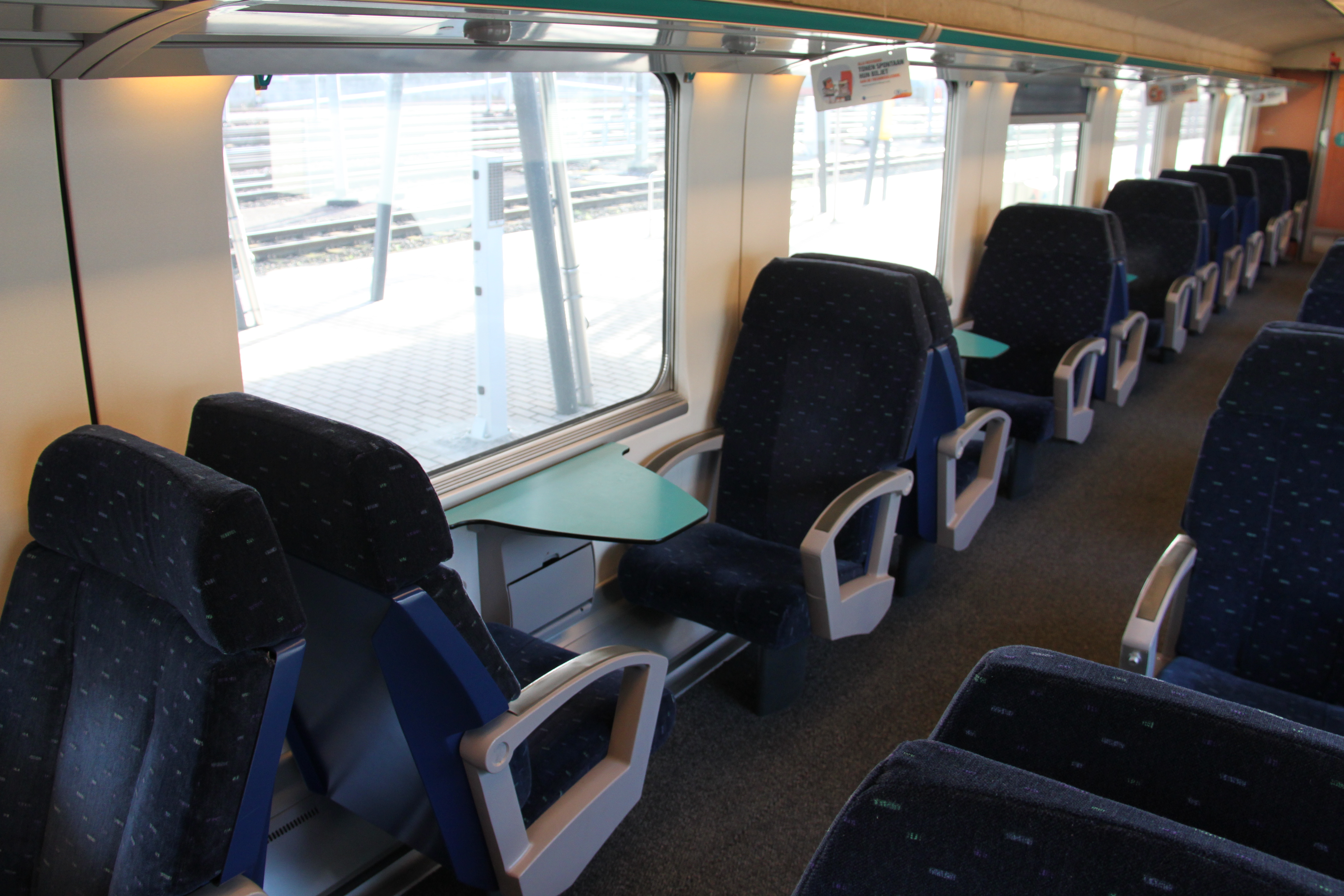
一等座车内部

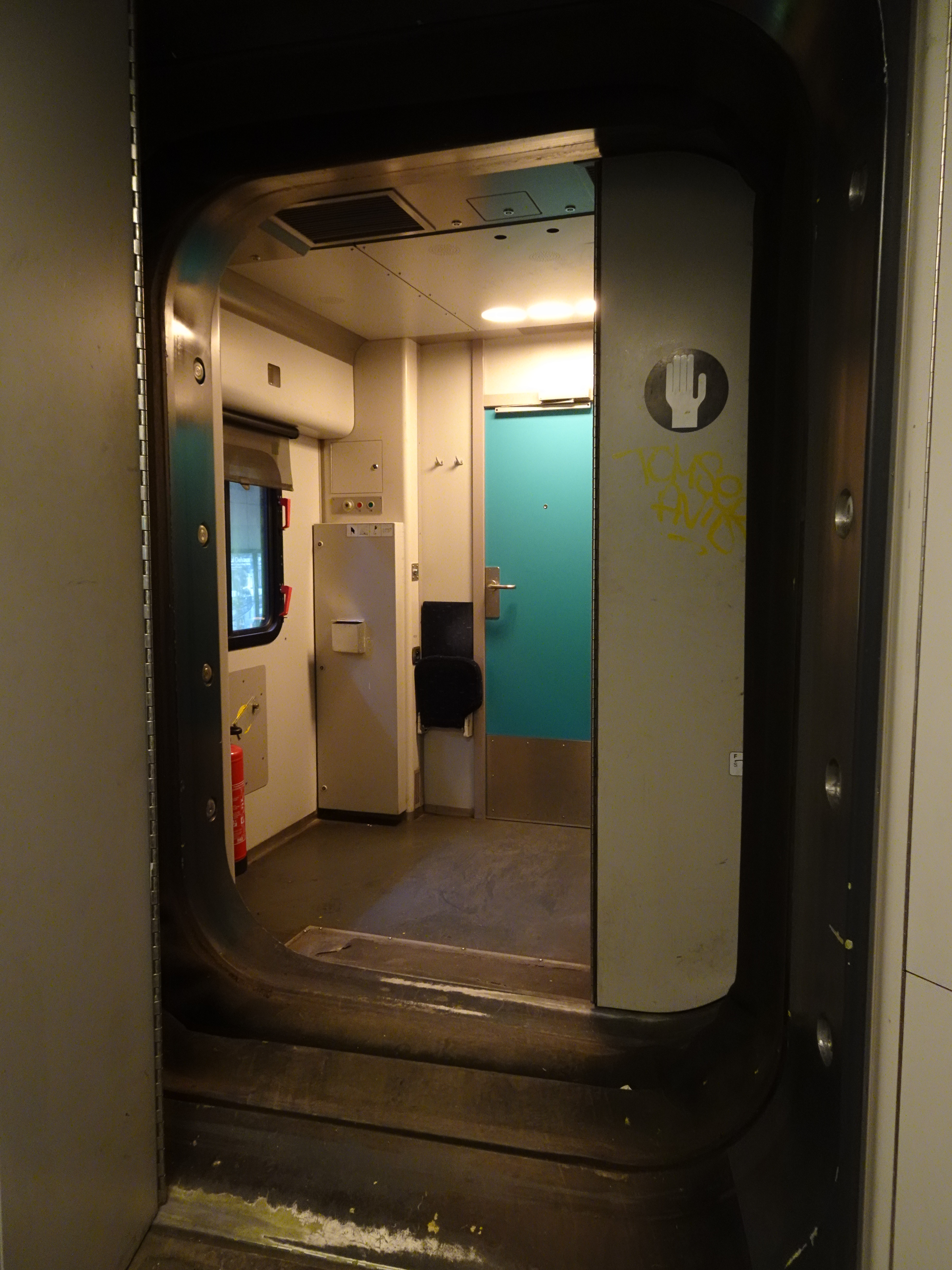
从内部拍摄的两列该型动车组重联时的两动车组衔接处